# Isle, Minnesota
Isle là một thành phố thuộc quận Mille Lacs, tiểu bang Minnesota, Hoa Kỳ. Năm 2010, dân số của thành phố này là 751 người.

## Dân số
- Dân số năm 2000: 707 người.
- Dân số năm 2010: 751 người.